# Le Matador dans l'arène
Le Matador dans l'arène est un tableau de Francis Picabia réalisé vers entre 1941 et 1943, c'est une huile sur carton.

## Description
Picabia, pendant cette période, peint d'après des photographies, cédant à une mode de l'après dadaïsme, se rapprochant de l'hyperréalisme et de la photographie. On retrouve encore cette toile sous le titre Torero lors de l'exposition anthologique de la Bibliothèque nationale de Madrid et Matador dans l'arène dans le catalogue de l'exposition Nîmes 1986.
En réalité le personnage le plus important, au premier plan, est  un picador de trois quarts dos, tandis qu'à l'arrière-plan le matador tente une afarolada un peu maladroite. La terminologie exacte de la corrida comptait peu pour Picabia qui voyait dans cette fête un festival de couleurs qu'il n'a jamais interprété de façon dramatique : jamais de chevaux blessés ni de taureaux morts.